# 道獵龍屬
道獵龍（意為「道路獵人」）是阿貝力龍科的一屬獸腳類恐龍，化石發現於阿根廷的下營組，生存年代約為8600萬至8300萬年前的白堊紀晚期桑托階。牠與大盜龍類的特拉塔尼亞龍共棲。

## 發現及命名
2014年在巴塔哥尼亞西北部的冬季點（La Invernada site）發現了一具獸腳類骨骼。
2016年由Leonardo Sebastián Filippi、Ariel Hernán Méndez、Rubén Darío Juárez Valieri和Alberto Carlos Garrido命名並敘述了模式種埃克森道獵龍（Viavenator exxoni），屬名由拉丁語的via（道路）加上venator（獵人）組成，有象徵「路上的打劫者」之意；種名紀念在開採時發現化石的石油公司埃克森美孚。
正模標本MAU-Pv-LI 530來自桑托階的下營組地層，是一具含有頭骨的部分骨骼，保存的部位包括：頭蓋骨及眶後骨、7個頸椎、頸肋、2個前段胸椎、一系列5個後段胸椎、12個分離的尾椎、1個遠端尾椎人字骨、1個肩胛鳥喙骨、一個叉骨、許多腹肋、還有一個坐骨的末端。骨骼保存狀態相對良好。屬於一個成年個體。現藏於阿根廷烏爾基薩市立博物館。
2017年詳細地描述了骨學資訊，將一個腓骨上端編入正模標本。同時在第二版文獻中描述了對當時已知最完整的阿貝力龍科腦殼進行電腦斷層掃描的結果。

## 敘述

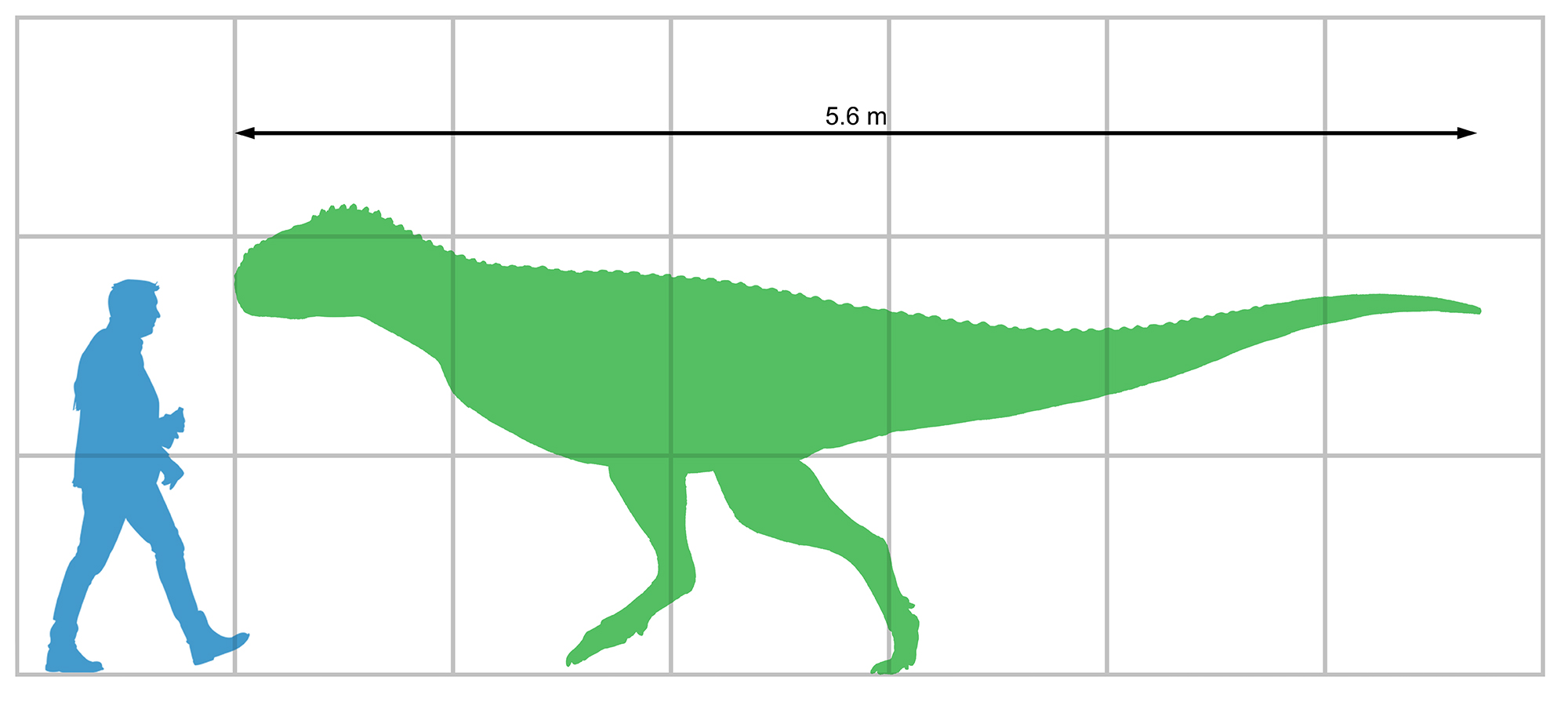
體型比例圖

身長5.6公尺。

## 分類
Filippi將盜獵龍分類至新建立的演化支堅背龍類，其中包含道獵龍和食肉牛龍，代表著前者與後者親緣關係較為接近，而離瑪君龍較遠。

## 古生物學
道獵龍具有形態上類似另一種南美洲阿貝力龍科奧卡龍的腦部，並有相似的內耳構造。此外當與馬達加斯加的瑪君龍比較時，道獵龍比前者更仰賴頭部快速移動與複雜的凝視穩定機制；然而根據CT掃描頭骨的結果，兩屬有相似的聽覺範圍。